# Xiphocentron julus
Xiphocentron julus is een schietmot uit de familie Xiphocentronidae. De soort komt voor in het Neotropisch gebied.